# Смажені зелені помідори (страва)
Смажені зелені помідори — це кулінарна страва, яка зазвичай зустрічається в США, готується з незрілих (зелених) помідорів, покритих кукурудзяним борошном і смажених.
Рецепти на початку XX століття в основному публікувалися на Північному сході та Середньому заході Сполучених Штатів. Вони стали відомі як їжа Півдня США після того, як їх показали у фільмі «Смажені зелені помідори».

## Традиційне приготування
Традиційне приготування смажених зелених помідорів починається з нарізання помідорів на скибочки приблизно 1/4 дюйма (~0,6 см). Потім їх приправляють сіллю та перцем, посипають кукурудзяним борошном грубого помелу та обсмажують у жирі з бекону по кілька хвилин з кожного боку або до золотисто-коричневого кольору. Бажано неглибоке смаження, оскільки помідори не плавають в олії, що дозволяє вазі помідора притиснути кукурудзяне борошно до нижньої сторони помідора.
Альтернативні способи приготування включають використання сухарів або пшеничного та борошна замість кукурудзяного та обсмажування в рослинній олії чи іншому жирі.
Нарізані помідори можна занурити в рідину перед додаванням кукурудзяного борошна. Цією рідиною зазвичай є сколотини або збите яйце ; яйце має трохи твердішу текстуру, ніж сколотини (маслянка). Рідини використовуються, тому що кукурудзяне борошно погано прилипає до шматочків помідорів. Додавання рідини допомагає кукурудзяній крупі залишатися на місці під час процесу приготування. Це також призводить до того, що покриття на помідорах стає густішим і менш хрустким порівняно з помідорами, приготованими без рідини.

## Розповсюдження страви та популярність фільму
Історик Роберт Ф. Мосс виявив, що з 1900 по 1911 роки в газетах США було опубліковано 11 рецептів цієї страви. Статті були з північно-східних та середньо-західних штатів. Мосс вважає, що страва походить з тих територій, «можливо, через зв'язок з єврейськими іммігрантами».
За словами Мосса, цю страву взяли на озброєння викладачі кулінарії на курсах домашнього господарства. Єдиний випадок рецепта в 1920-х роках у південних газетах Сполучених Штатів містився у статті, яка була синдикованою по всій території США, замість того, щоб бути конкретно з Півдня. З 1930-х по 1960-ті роки в газетах Півдня США був один випадок публікування рецепта. Після виходу фільму «Смажені зелені помідори» американці асоціювали цю страву з Півднем, попри відсутність доказів того, що страву там раніше широко готували.
Станом на 2017 рік у Західній Вірджинії страву частіше зустрічають у південній частині штату.

## Пенсільванська голландська версія
Хоча смажені зелені помідори зазвичай вважаються південною стравою, їх також можна знайти в будинках голландців на півночі Пенсільванії. Північний варіант, швидше за все, готується з білого борошна, а не з кукурудзяного. Крім того, на півночі зелені помідори зазвичай готують наприкінці сезону, коли залишки плодів збирають до перших заморозків, тоді як на півдні зелені помідори збирають протягом усього сезону.

## Інше застосування
Смажені зелені помідори з соусом ремулад із креветок — це південна та креольська комбінація, яку подають у ресторанах у Новому Орлеані, Луїзіана.
Хоча смажені зелені помідори традиційно були гарніром, іноді вони використовуються в основних стравах: з моцарелою та томатним соусом, у сендвічах, у південній версії яєць Бенедикт тощо.